# Huelga general en Reino Unido de 1926

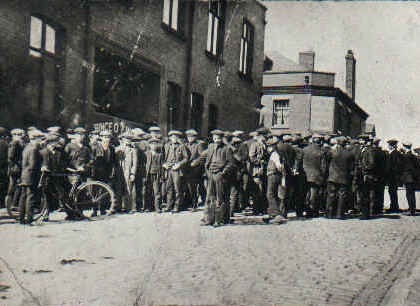
Mineros en huelga en Tyldesley, Gran Mánchester durante la huelga de 1926

La huelga general en Reino Unido de 1926 fue una huelga general de nueve días, desarrollada entre el 4 de mayo y el 13 de mayo de 1926. Fue convocada por el Consejo General del Congreso de Sindicatos Británicos (TUC) en un intento, que se mostró fallido, de obligar al gobierno británico a que evitara la reducción de salarios y el empeoramiento de las condiciones laborales de unos 800 000 mineros del carbón. Se estima que 1,7 millones de trabajadores secundaron la huelga, especialmente los empleados del transporte, la minería y la industria pesada. El gobierno reaccionó preparando y alistando a numerosos voluntarios procedentes de las clases medias burguesas para mantener los servicios esenciales y reducir el impacto de la huelga. El nivel de violencia fue bajo y tras la huelga el TUC aceptó su derrota frente al gobierno. A la larga, el impacto de la huelga repercutió en la actividad sindical y las relaciones laborales.

## Antecedentes y causas del conflicto

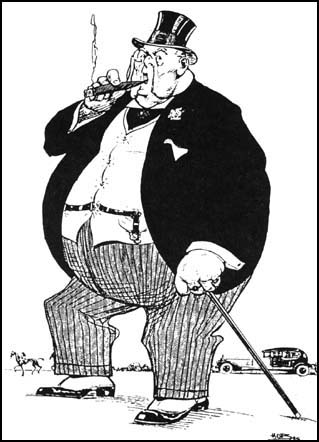
The Subsidised Mineowner - Poor Beggar! Caricatura publicada por la Trade Union Unity Magazine en septiembre de 1925 haciendo referencia a las subvenciones concedidas a los propietarios de las minas de carbón

- La Primera Guerra Mundial: el uso intensivo de carbón nacional durante la guerra agotó muchos de los más ricos yacimientos. A su vez, Gran Bretaña exportó menos carbón del que hubiera exportado en tiempos de paz; este vacío fue ocupado en los mercados internacionales por competidores como Estados Unidos, Polonia o Alemania, generando fuertes beneficios para sus industrias carboníferas.[1]

- La producción de carbón se encontraba en fuerte recesión. La producción por trabajador había caído a 199 toneladas para el periodo 1920-1924; antes de la guerra se encontraba en 247 toneladas, después de alcanzar su máximo en la década de 1880 con un pico de 310 toneladas.[2] La producción de carbón había estado cayendo desde 1914.[3]

- La caída de los precios del carbón en 1925 permitió a Alemania volver a entrar en el mercado internacional mediante la exportación del llamado carbón libre a Francia y al Reino de Italia como parte de las reparaciones de guerra. La reintroducción del patrón oro en 1925 revalorizó la libra esterlina, afectando a la competitividad de las exportaciones británicas y elevando las tasas de interés, afectando a casi la totalidad de las empresas.

- Los propietarios de las minas buscaban maximizar los beneficios incluso en tiempos de inestabilidad económica, lo que a menudo se traducía en descensos salariales para los mineros y jornadas laborales más largas. De esta manera, entre 1919 y 1926 los sueldos de los mineros bajaron de 6£/hora a 3,90£/hora.

En 1925 los propietarios mineros anunciaron una nueva reducción salarial, el MFGB (Federación minera de Gran Bretaña) lo rechazó en los siguientes términos:

Not a penny off the pay, not a minute on the day (ni un penique menos de sueldo, ni un minuto más de jornada)

Fue entonces cuando el TUC respondió al rechazo de la MFGB prometiendo su apoyo a las reivindicaciones mineras. El gobierno conservador presidido por Stanley Baldwin decidió intervenir, declarando que daría un subsidio de nueve meses para mantener los salarios de los mineros y que una Comisión Real bajo la presidencia de Sir Herbert Samuel se ocuparía de los problemas de la industria minera.

Sir Herbert Samuel

La nueva unidad del TUC y el MFGB fue conocida como viernes rojo pues fue visto como una victoria de la solidaridad obrera y el movimiento socialista. En la práctica, el subsidio concedido por el gobierno solo fue una pequeña tregua en la que todas las partes se prepararon para un conflicto laboral inevitable. Herbert Smith (líder del MFGB) dijo:

No tenemos necesidad de glorificar esta victoria. Es sólo un armisticio

El 10 de marzo de 1926 la llamada Comisión Samuel publicó un informe en el que recomendaba que en los futuros acuerdos sobre minería se debía contemplar una reducción del número de mineros en un 13,5%, reducciones salariales, supresión de las subvenciones gubernamentales, la nacionalización de las regalías y una reorganización radical en términos generales de la industria del carbón. Dos semanas más tarde el primer ministro anunció que el gobierno aceptaría el informe. Algunos años atrás, la llamada Comisión Sankey había recomendado la nacionalización del sector para hacer frente a los problemas de productividad y rentabilidad, pero Lloyd George, primer ministro de entonces, se había negado.
Tras el informe, los propietarios de las minas declararon que a partir del 1 de mayo todos los mineros tendrían que aceptar unas nuevas condiciones de trabajo que alargaban la jornada laboral y reducían los salarios entre un 10 y un 25%. La MFGB se negó a la reducción de salarios y a toda negociación.

## La huelga general

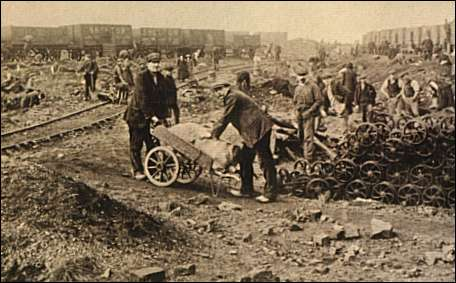
Recolección de carbón durante la huelga general

Las negociaciones previas a la huelga general si iniciaron el 1 de mayo, alcanzándose un principio de acuerdo. Sin embargo, un millón de mineros quedaban fuera de este, no teniendo ninguna garantía de conservar sus antiguos salarios al volver al trabajo. Las últimas negociaciones no consiguieron nada, de forma que el TUC anunció la convocatoria de una huelga general en defensa de los salarios y las jornadas de los mineros que daría comienzo el 3 de mayo a las 23:59, a un minuto de la medianoche.
Los líderes del Partido Laborista estaban aterrorizados por los cada vez más mayores sectores revolucionarios existentes dentro del movimiento sindical. También estaban muy preocupados por el daño que la asociación con los huelguistas causaría en su número de votos, pues el partido se presentaba como una opción de izquierdas mucho más moderada que las centrales sindicales. Finalmente rechazaron la convocatoria de la huelga general.
Durante los dos días siguientes al anuncio de la convocatoria se hicieron esfuerzos desesperados para que hubiera un acuerdo entre el gobierno, los sindicatos y los empresarios. Estos esfuerzos fracasaron debido a una decisión de última hora del periódico Daily Mail que se negó a publicar un editorial en el que condenaba la huelga general. El mensaje que se negaron a publicar era el siguiente:

Una huelga general no es un conflicto laboral, es un movimiento revolucionario que sólo puede tener éxito destruyendo al gobierno y mediante la subversión de los derechos y libertades de las personas.

El rey Jorge V mostró su desacuerdo con las voces que hablaban de que los huelguistas eran revolucionarios diciendo:

Traten de vivir con su salario antes de juzgarlos

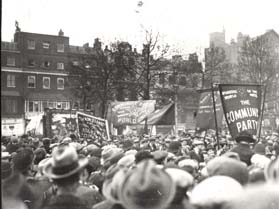
Manifestación en Hyde Park, Londres, durante la huelga

El TUC contaba con que ferroviarios, trabajadores del transporte en general, impresoras, estibadores, herreros y obreros metalúrgicos serían los principales grupos que apoyarían la huelga. A su vez el TUC temía que una huelga general sin cuartel hiciera de los elementos revolucionarios la vanguardia de la huelga.
Por su parte el gobierno llevaba nueve meses preparándose para huelga. En este tiempo se habían creado organizaciones para asegurar el mantenimiento de los suministros y hacer todo lo posible para mantener en activo el país. Consiguió reunir numerosos apoyos entre la burguesía calumniando y desacreditando al movimiento obrero, haciendo hincapié en su carácter revolucionario. Las fuerzas armadas y numerosos voluntarios ayudarían a mantener los servicios esenciales. Incluso una ley para garantizarlos había sido aprobada en 1920.
El 4 de mayo de 1926 entre 1,5 y 1,75 millones de obreros se declararon en huelga. La reacción de los trabajadores había sido inmediata y abrumadora, desbordando las previsiones del gobierno e incluso del TUC que por momentos perdió el control sobre los huelguistas. A destacar fueron las acciones de los trabajadores del transporte que consiguieron paralizar todo el país en este sector.
El 5 de mayo ambas partes dieron sus puntos de vista. Churchill, por aquel entonces ministro de hacienda comentó a través del diario British Gazette:

No estoy de acuerdo en que el TUC tenga tanto derecho como el gobierno a difundir su versión sobre los hechos y de exhortar a sus seguidores a continuar la acción

. Por su parte el British Worker, el diario del TUC, publicó:

No vamos a hacer la guerra contra nuestro pueblo; deseamos que la población no se vea penalizada por la conducta antipatriota del gobierno y los propietarios de las minas

Mientras el gobierno puso en marcha una milicia de agentes especiales denominada Organisation for the Maintenance of Supplies (OMS), voluntarios que debían mantener el orden. Un agente especial dijo:

No era difícil para nosotros comprender la actitud de los huelguistas. Después de unos días de servicio se habían ganado mi simpatía, pues nunca me había dado cuenta de la terrible pobreza existente; si hubiera estado al tanto de esta situación, nunca me hubiera incorporado como agente especial

El gobierno decidió que no se permitiría a personas de ideología fascista darse de alta en la OMS sin antes renunciar a sus convicciones políticas ya que el gobierno temía una reacción de la derecha. Por ello, grupos de fascistas formaron la División Q, bajo el mando de Rotha Lintorn-Orman y el objetivo de combatir y reprimir a los huelguistas.

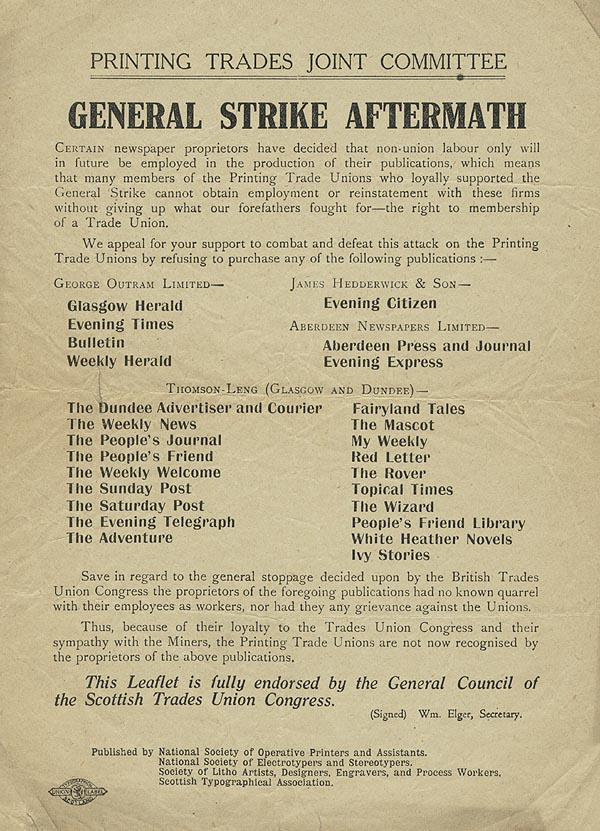
Llamada al boicot de los periódicos que anunciaron que no readmitirían a los trabajadores en huelga

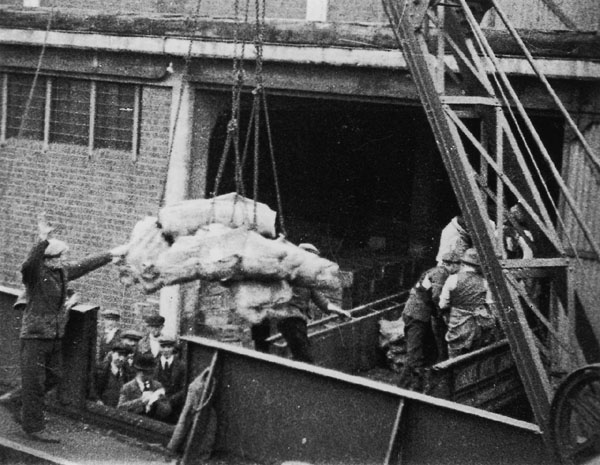
Voluntarios y rompehuelgas descargando material de un buque durante la huelga general de 1926

El 6 de mayo se produjo un cambio en la actitud del gobierno, que pasó a la ofensiva. Baldwin dijo: "la huelga general es un reto para el parlamento y es el camino hacia la anarquía". El diario Gacete, propiedad del gobierno británico, informó que gracias a los voluntarios y trabajadores que no habían secundado la huelga el transporte se estaba reinstaurando, indicando en su portada que había 200 autobuses por las calles. Estos datos se demostraron que eran falsos y que el número de autobuses activos era de apenas 86.
El 7 de mayo de 1926, el TUC se reunió con Sir Herbert Samuel y elaboraron un conjunto de propuestas destinadas a poner fin a la disputa. La Federación de Mineros rechazó las propuestas. El British Worker era cada vez más difícil de manejar a pesar de que Churchill había requisado la mayor parte de la producción papelera, reduciendo el periódico a 4 páginas diarias. Mientras tanto, el gobierno tomó medidas para proteger a los trabajadores que decidían regresar a trabajar.
El 8 de mayo, se sucedieron los altercados en los muelles londinenses. Las mercancías eran protegidas por el ejército dentro de los puertos mientras los piquetes impedían la salida de carga. El ejército consiguió romper la línea de los piquetes y transportó mercancías hasta Hyde Park. Este episodio puso de manifiesto que el gobierno tenía en un mayor control de la situación. Esta acción había sido ideada por Baldwin que insistió en que los militares debían ir desarmados para evitar problemas, en contra de la opinión más reaccionaria de Winston Churchill, que incluso llegó a decir que las ametralladoras deberían ser usadas contra los huelguistas. La polémica más aguda en torno a Churchill llegaría cuando comentó que el régimen fascista en Italia de Benito Mussolini había:

rendido un servicio al mundo, pues había enseñado como se combaten la fuerzas de la subversión
Winston Churchill 

El 11 de mayo de 1926, el Flying Scotsman (tren que cubría la línea Londres-Edimburgo) fue descarrilado por los huelguistas cerca de Newcastle. El diario British Worker, alarmado por los temores de que el Consejo General del TUC anunciara la vuelta al trabajo, afirmó: "El número de huelguistas no ha disminuido, sino que va en aumento. Hay más trabajadores en huelga hoy que en cualquier momento desde que comenzó la huelga".
Sin embargo, los sindicatos de bomberos y marineros solicitaron y se plantearon llamar a sus miembros al trabajo. Ese mismo día el Tribunal Superior a través de la secretaria general de la Tower Hill, Justice Astbury, dictaminó que la huelga general, a excepción de la convocada por los mineros, no estaba protegida por la Ley de conflictos laborales de 1906, pues no se trataba de un conflicto entre los sindicatos y el gobierno de la nación. Esta sentencia significaba que los daños materiales y las infracciones que pudieran cometer los huelguistas recaerían sobre los sindicatos, enfrentándose a un potencial secuestro de sus activos por parte de los empresarios.
El 12 de mayo de 1926, el Consejo General del TUC visitó el 10 de Downing Street para anunciar su decisión de suspender la huelga, siempre que las propuestas elaboradas por la Comisión Samuel fueras respetadas y que el Gobierno ofreciera una garantía de que no habría persecución de huelguistas. El gobierno declaró que no tenía "ningún poder para obligar a los patronos a readmitir a los obreros despedidos que habían secundado la huelga". Así, el TUC acordó poner fin a la huelga sin llegar a ningún acuerdo con el gobierno.

## Consecuencias del conflicto
Los mineros se mantuvieron en la lucha algunos meses más antes de ser obligados por sus propias necesidades económicas a volver a las minas. A finales de noviembre una amplia mayoría de mineros estaban de vuelta en sus puestos de trabajo. Aun así, muchos mineros fueron despedidos y los empleados se vieron obligados a aceptar salarios más bajos y más horas de trabajo. Los huelguistas se sintieron como si no hubieran conseguido nada.
La huelga produjo unas perdidas oficiales de 48.000.000 de libras esterlinas al gobierno británico. Según los datos que dieron Walter Runciman y el parlamento británico fueron:
| Sector industrial    | Pérdidas en Libras esterlinas de la época |
| -------------------- | ----------------------------------------- |
| Industria del carbón | £ 7.000.000                               |
| Ferrocarriles        | £ 8.000.000                               |
| Industria del hierro | £ 1.000.000                               |
| Industria del acero  | £ 2.500.000                               |
| Industria textil     | £ 5.000.000                               |
| Ingeniería           | £ 2.500.000                               |
| Industrias química   | £ 500.000                                 |

El efecto sobre la minería británica fue profundo. A finales de la década de 1930 el empleo en la minería se había reducido en más de un 30% desde los 1,2 millones de mineros de 1926, pero la productividad había aumentado considerablemente, escalando de 200 toneladas a 300 al comienzo de la Segunda Guerra Mundial.
Los conflictos laborales disminuyeron y la agresiva Ley sindical de 1927 prohibió los piquetes y las huelgas obreras que tuvieran un objetivo de solidaridad.
Está considerada la primera y hasta el momento única huelga general de la historia de Reino Unido. Algunos líderes sindicales que habían coordinado la huelga como Ernest Bevin la consideraron un error. Desde ese momento este tipo de acciones se desarrollaron desde partidos políticos, vistos como una mejor solución.